# Brüggen (Kerpen)
Brüggen ist ein Ortsteil der Stadt Kerpen im Rhein-Erft-Kreis, Nordrhein-Westfalen.

## Lage
Brüggen an der Erft liegt in der Zülpicher Börde und im Naturpark Rheinland. Durch den Ort führt die Landstraße 163, eine ehemalige römische Heerstraße von Bonn nach Neuss. Westlich des Ortes verläuft die A 61 und östlich die A 1.

## Geschichte

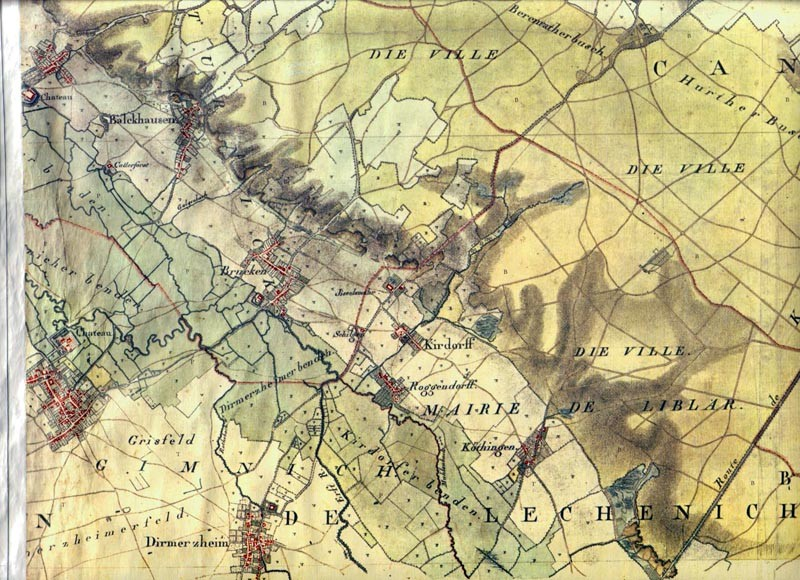
Brüggen auf der Tranchot-Karte von 1807

1293 wird das Dorf erstmals urkundlich erwähnt. Brüggen gehörte bis zur Franzosenzeit zum Kurfürstentum Köln. Der Ort bildete zusammen mit Kierdorf eine Honschaft im Amt Lechenich. Bei der Neuorganisation der Verwaltung nach französischem Vorbild unter Napoleon im Jahr 1800 wurde die Honschaft aufgelöst und der Ort Brüggen ausgegliedert. Brüggen kam zur Mairie Türnich im Kanton Kerpen. Der Ort blieb später bei der Bürgermeisterei, seit 1927 Amt Türnich, und später bis zur Neugliederung durch das Köln-Gesetz, die am 1. Januar 1975 in Kraft trat, zur Gemeinde Türnich.

## Burg Brüggen

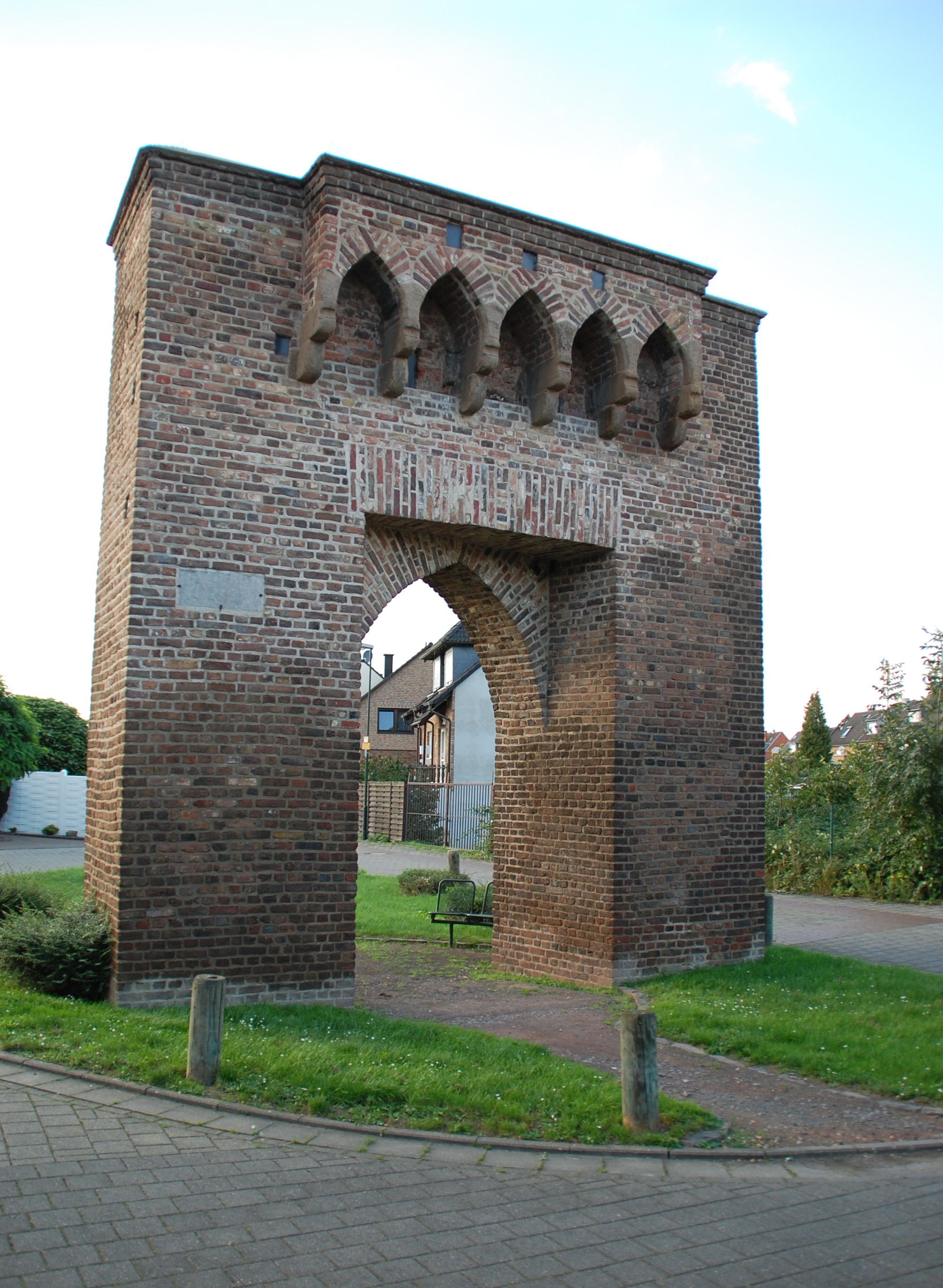
Spätgotisches Burgtor

Seit Anfang des 13. Jahrhunderts wird eine Adelsfamilie von Brüggen genannt, deren Mitglieder im 14. Jahrhundert Vogteirechte für das ehemalige Benediktinerinnen-Kloster und spätere Stift Dietkirchen im Bonner Norden auf dessen Hof zu Liblar wahrnahmen.
Ende des 14. Jahrhunderts war Burg Brüggen (Bruggesteyn oder Bruckesteyn) eine befestigte Anlage, deren Befestigung ohne Genehmigung des Erzbischofs Friedrich von Saarwerden erfolgt war und daher 1398 auf Befehl des Erzbischofs abgebrochen wurde. Die unbefestigte Burg blieb im Besitz der Adelsfamilie von Turre genannt von der Zieselsmaar. Als Erbe fiel sie 1486 an die Herren von Zweiffel.
1784 kam die Burg an die Herren  von Gymnich zu Gymnich und von ihnen an die Grafen Wolff-Metternich zu Gymnich. Die Herren von Gymnich ließen die Burggebäude mit Ausnahme des Torbaus abreißen und errichteten auf dem Areal einen Wirtschaftshof. Als dieser 1902 abgerissen wurde, blieb der spätgotische Torbau erhalten.

## Wirtschaft
Brüggen war lange Zeit durch die naheliegenden Tagebaue, Brikettfabriken und Ziegeleien des Rheinischen Braunkohlereviers geprägt. Pioniere für Brüggen war dabei Carl Brendgen (1841–1916) und Victor Rolff. Einer der größten Arbeitgeber mit Sitz in Brüggen war die Hubertus Braunkohlen-AG bzw. spätere Erft-Bergbau AG, deren betriebliches Vermögen 1957 die Roddergrube AG erwarb und die 1960 im Zuge der großen Fusion der rheinischen Braunkohlenwerke in Rheinbraun aufging.

## Religion

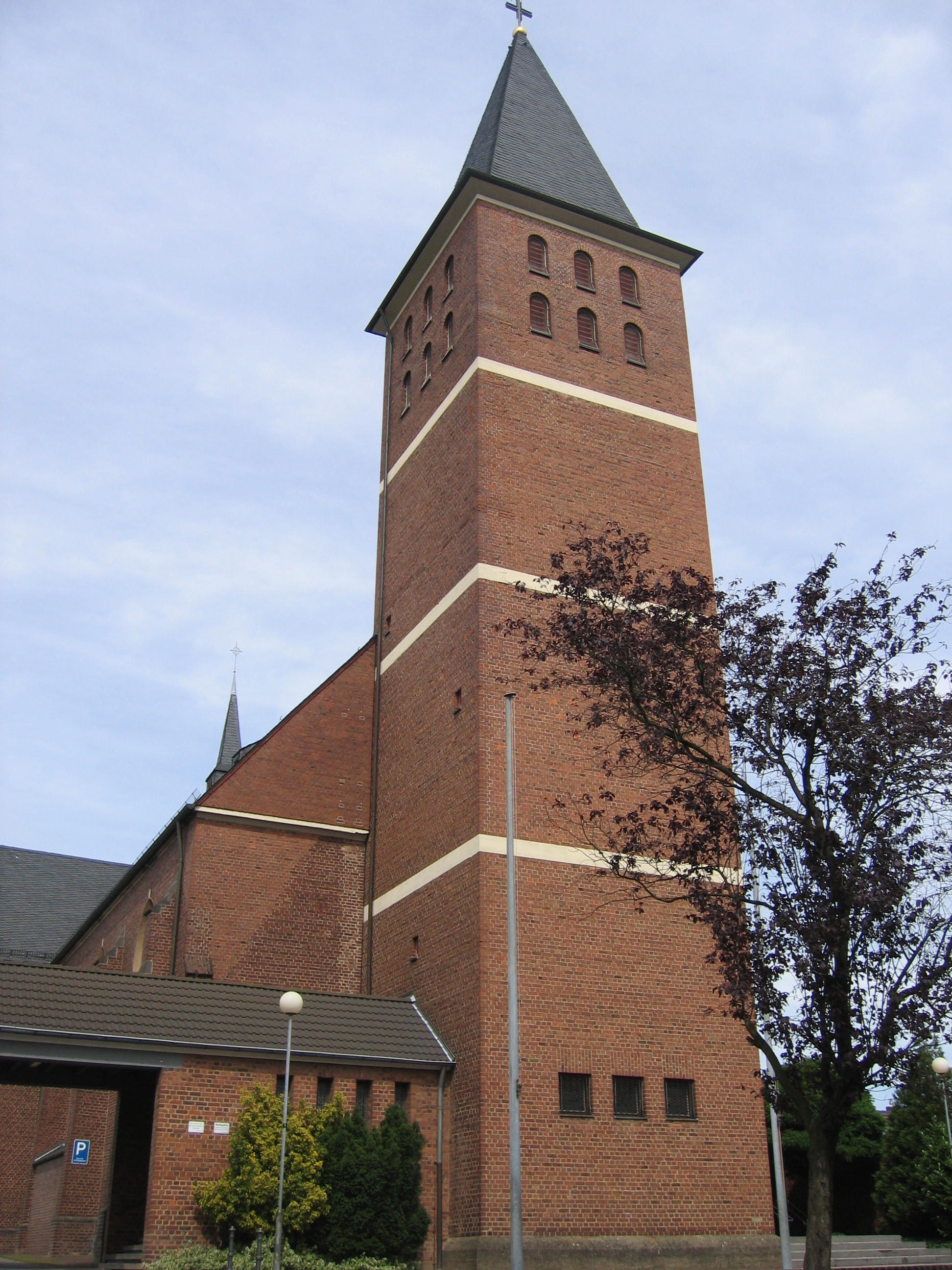
St. Josef

Brüggen gehörte jahrhundertelang zur Pfarrei St. Martinus in Kierdorf. Im Jahre 1911 erhielt der Ort eine eigene katholische Pfarrkirche, die St. Josef geweiht ist. Die neugotische Kirche wurde in den Jahren 1910/1911 nach Plänen des Architekten Theodor Ross erbaut. Der Kirchturm wurde erst 1957 errichtet. Seit 1937 besitzt Brüggen auch eine kleine evangelische Kirche namens Lukaskirche. Ein Jüdischer Friedhof aus der Zeit Mitte 19. Jh. bis Anfang 20. Jh. befindet sich am Friedhofsweg. Er weist noch 16 Grabsteine auf.

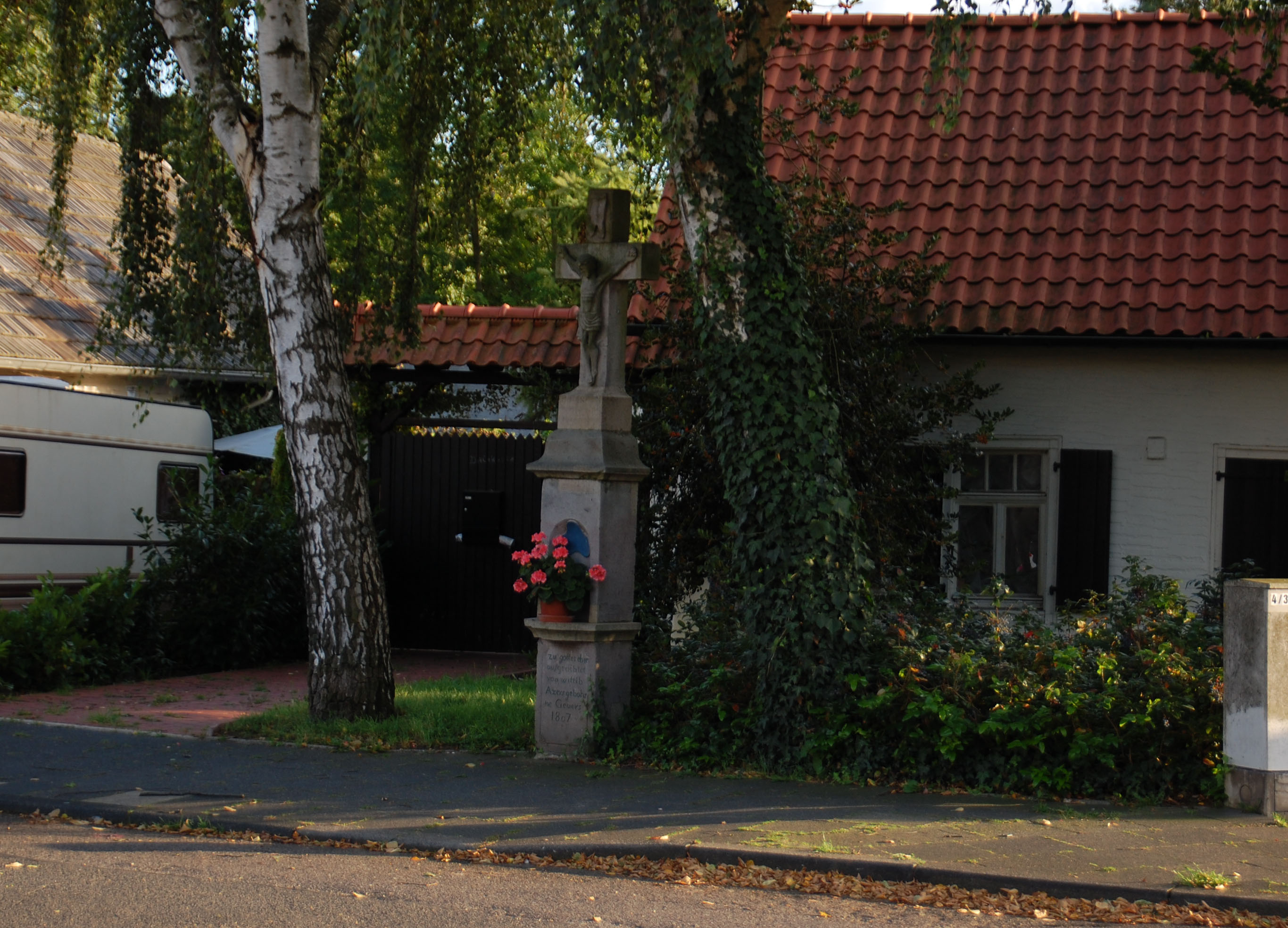
Wegekreuz vor einfachem Wohnhaus
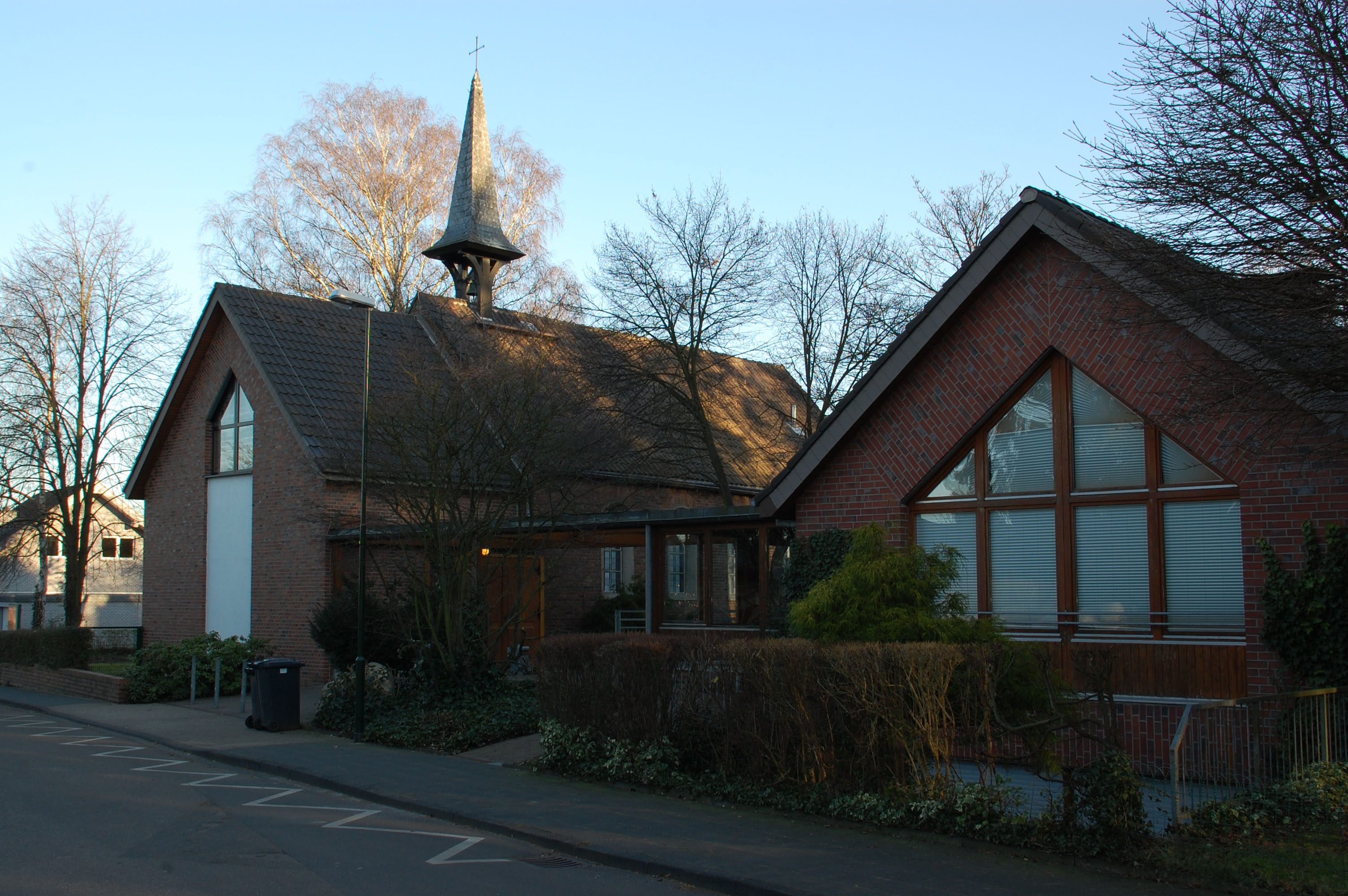
Lukaskirche
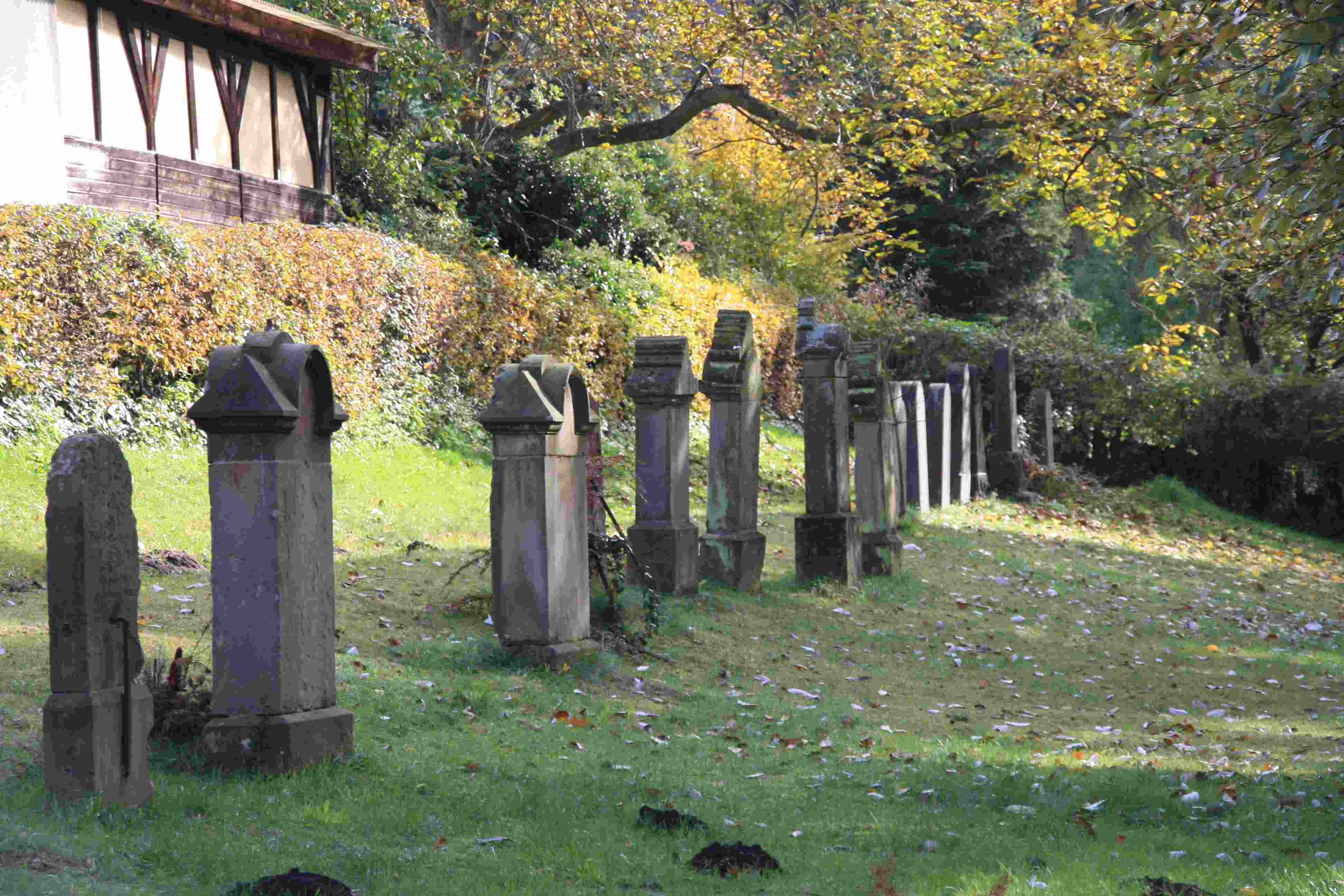
Jüdischer Friedhof

## Verkehr
Als Schnittstelle bedeutender Handelsstraßen entwickelte sich Brüggen rasch zu einem Verkehrsknotenpunkt, dessen überregionale Bedeutung heute noch auf der pulsierenden Heerstraße zu erspüren ist.
Die VRS-Buslinien 911, 955 und 977 der Rhein-Erft-Verkehrsgesellschaft verbinden den Ort mit Kerpen, Türnich, Sindorf, Horrem und Erftstadt. Zusätzlich verkehren einzelne Fahrten der auf die Schülerbeförderung ausgerichteten Linien 944 und 974.
| Linie | Verlauf |
| ----- | --- |
| 911   | Brüggen – Balkhausen – Türnich – Kerpen – Sindorf                                                                 |
| 944   | Brüggen – Balkhausen – Türnich – Horrem Bf / Horrem Markt – Sindorf                                               |
| 955   | Horrem Bf – Türnich – Balkhausen – Brüggen – Kierdorf – Köttingen – Liblar – Erftstadt Bf – Bliesheim – Lechenich |
| 974   | Stadtverkehr Erftstadt                                                                                            |
| 977   | Erftstadt Bf – Liblar – Frauenthal – Köttingen – Kierdorf – Brüggen – Balkhausen – Türnich – Frechen Rathaus      |

## Sonstiges

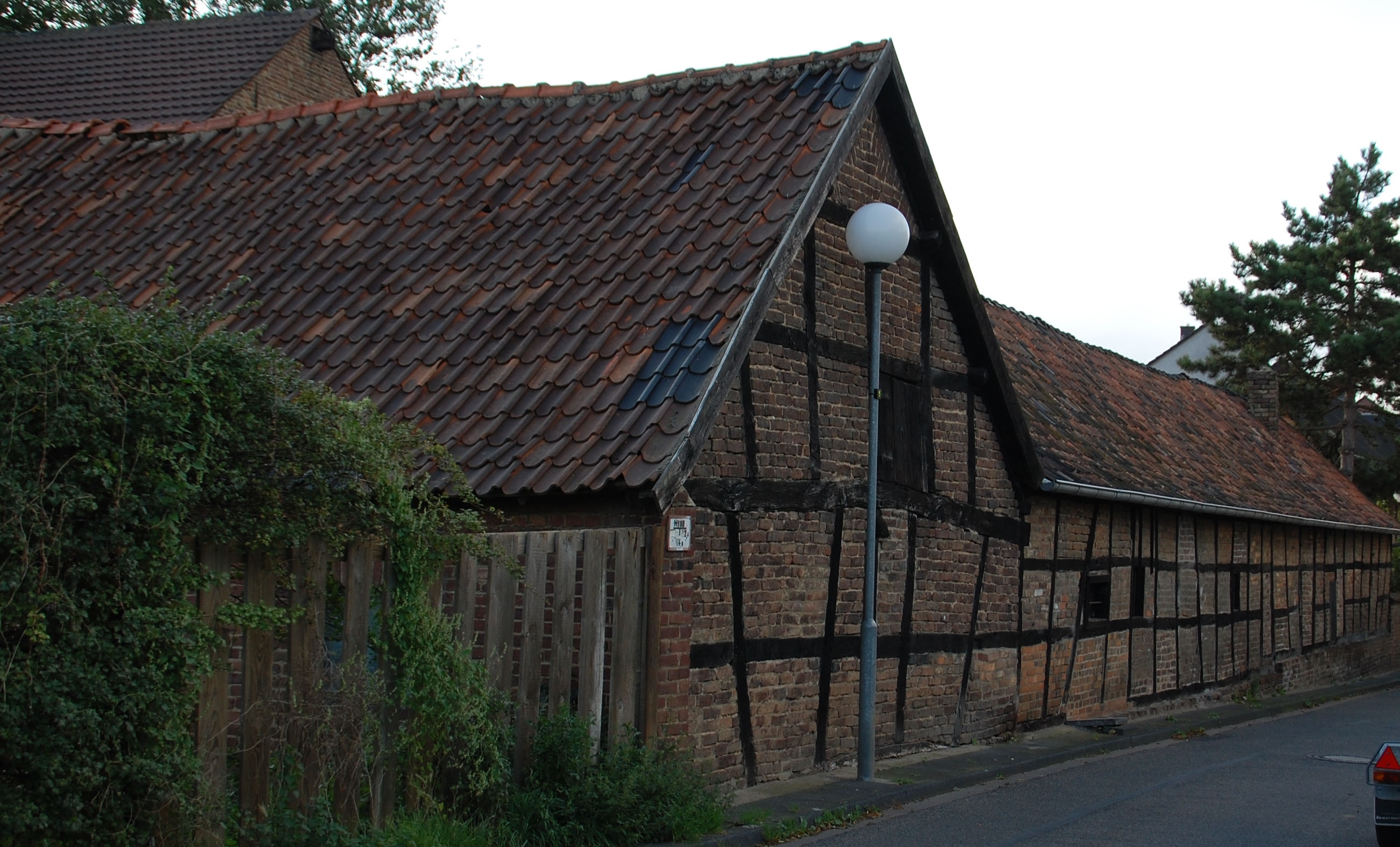
Brüggener Mühle

Zu den Sehenswürdigkeiten des Ortes zählen die Erftauen am Ortsrand, welche eine bedeutende Brutstelle diverser Zugvögel ist und so Ornithologen des gesamten Stadtgebietes anzieht. Neben den Naturdenkmälern gilt vor allem das Burgtor als neugotisches Meisterwerk im Rheinland.
Die Pfarrkirche dominiert den historischen Ortskern. Hier befinden sich eine Reihe sehenswerter Bauerngehöfte, die noch an das alte Brüggen erinnern.
Als Beispiel moderner Architektur erlangte Brüggen in den 1970er Jahren bundesweite Aufmerksamkeit. Heutzutage zeichnet sich dieses Viertel durch attraktive Grünflächen aus und knüpft des Weiteren an die lange Tradition Brüggens als „kultureller Schmelztiegel“ des südlichen Rhein-Erft Kreises.
Obwohl Brüggen lange Zeit unter dem Erstarken des nahegelegenen Kölns litt, kehrt sich diese Tendenz nun allmählich um und führt wieder zu einem verstärkten Zuzug, so dass es zu einer effektiv positiven Wachstumstendenz kommt. Infolgedessen stieg die Bevölkerungszahl auf das elffache der historischen Blütezeit im ausgehenden 19. Jahrhundert.